# Eudesmus diopites
Eudesmus diopites är en skalbaggsart som beskrevs av Dillon 1946. Eudesmus diopites ingår i släktet Eudesmus och familjen långhorningar. Inga underarter finns listade i Catalogue of Life.